# 28. november
Za članek o kraju v Argentini glejte 28 de Noviembre.
28. november je 332. dan leta (333. v prestopnih letih) v gregorijanskem koledarju. Ostaja še 33 dni.

## Dogodki
- 1520 – Ferdinand Magellan prepluje Magellanov preliv
- 1660 – v Londonu ustanovijo Kraljevo družbo, najstarejšo znanstveno družbo
- 1896 – v Budimpešti odprt metro
- 1905 – ustanovljen Sinn Féin
- 1917 – Finska razglasi neodvisnost
- 1942 – otok Réunion se priključi Svobodni Franciji
- 1943 – teheranska konferenca
- 1944 – obratovati prične pristanišče v Antwerpnu
- 1955 – Jugoslavija podpiše avstrijsko državno pogodbo
- 1960 – Mavretanija postane neodvisna država
- 1964 – proti Marsu izstrelijo medplanetarno vesoljsko sondo Mariner 4
- 1968 – Komisija za svetovno in naravno dediščino pri UNESCU vključi Škocjanske jame v seznam svetovne dediščine
- 1979 – na Antartiki (Mt. Erebus) strmoglavi potniško letalo DC 10 družbe Air New Zealand
- 1984 – Socialistična federativna republika Jugoslavija prizna Demokratično arabsko republiko Saharo (Zahodna Sahara), kot neodvisno državo

- 1990 – Margaret Thatcher odstopi kot premierka in vodja konzervativne stranke.

## Rojstva
- 1016 – Kazimir I. Obnovitelj, poljski kralj († 1058)
- 1118 – Manuel I. Komnen, bizantinski cesar († 1180)
- 1293 – Jesun-Timur, mongolski kan, cesar dinastije Yuan († 1328)
- 1592 – Hong Tajdži, prvi cesar dinastije Čing († 1643)
- 1632 – Jean-Baptiste Lully, italijansko-francoski skladatelj († 1687)
- 1700 – Nathaniel Bliss, angleški duhovnik, astronom († 1764)
- 1757 – William Blake, angleški pesnik, slikar, grafik († 1827)
- 1792 – Victor Cousin, francoski filozof († 1867)
- 1820 – Friedrich Engels, nemški politik, ekonomist, filozof, vojaški zgodovinar († 1895)
- 1829 – Anton Grigorjevič Rubinstein, ruski skladatelj, pianist († 1894)
- 1837 – John Wesley Hyatt, ameriški izumitelj († 1920)
- 1854 – Gottlieb Haberlandt, avstrijski botanik († 1945)
- 1880 – Aleksander Aleksandrovič Blok, ruski pesnik († 1921)
- 1881 – Stefan Zweig, avstrijski pisatelj († 1942)
- 1895 – José Iturbi, španski (baskovski) pianist, skladatelj, dirigent († 1980)
- 1909 – Aleksandar Ranković, jugoslovanski (srbski) politik († 1983)
- 1907 – Alberto Pincherle - Alberto Moravia, italijanski novinar, pisatelj († 1990)
- 1908 – Claude Lévi-Strauss, francoski etnolog, antropolog, sociolog in filozof († 2009)
- 1911 – Nakamura Hadžime, japonski budistični filozof, indolog in prevajalec († 1999)
- 1945 – Matjaž Tanko, slovenski novinar in televizijski voditelj († 2013)
- 1950 – Russell Alan Hulse, ameriški fizik, nobelovec 1993
- 1950 – Ed Harris, ameriški filmski igralec
- 1952 – Pat Cox, irski politik
- 1954 – 
  - Slavko Ivančić, slovenski pevec, pianist in glasbeni pedagog
  - Marko Ivan Rupnik, slovenski jezuit, duhovnik, teolog in mozaičar
- 1967 – Anna Nicole Smith, ameriški fotomodel († 2007)

## Smrti
- 1058 – Kazimir I. Obnovitelj, poljski knez (* 1016)
- 1122 – Otokar II., štajerski mejni grof
- 1170 – Friderik V., švabski vojvoda, sin nemškega kralja Friderika I. Barbarosse (* 1164)
- 1170 – Owain ap Gruffydd, valižanski princ, vladar kraljevine Gwynedd (* 1080)
- 1231 – Valdemar mlajši, danski kronski princ (* 1209)
- 1274 – Filip Kastiljski, princ, nadškof Sevilije (* 1231)
- 1290 – Eleanora Kastiljska, angleška kraljica (* 1241)
- 1317 – Yishan Yining, kitajski zen budistični menih in popotnik (* 1247)
- 1680 – Gian Lorenzo Bernini, italijanski kipar, arhitekt (* 1598)
- 1694 – Macuo Bašo, japonski pesnik in pisec potopisov (* 1644)
- 1794 – Cesare Beccaria, italijanski kriminolog, pravnik in politik (* 1738)
- 1843 – Jožef Ficko, hrvaški pisatelj slovenskega rodu (* 1772)
- 1859 – Washington Irving, ameriški pisatelj (* 1783)
- 1876 – Karl Ernst Ritter von Baer, prusko-estonski embriolog (* 1792)
- 1878 – George Henry Lewes, angleški filozof in literarni kritik (* 1817)
- 1896 – Ivan Navratil, slovenski urednik, jezikoslovec češkega rodu (* 1825)
- 1898 – Conrad Ferdinand Meyer, švicarski pisatelj (* 1825)
- 1912 – Otto Brahm, nemški literarni kritik, gledališčnik (* 1856)
- 1950 – Ivan Levar, slovenski pevec, gledališki igralec (* 1888)
- 1954 – Enrico Fermi, italijansko-ameriški fizik, nobelovec 1938 (* 1901)
- 1960 – Richard Nathaniel Wright, ameriški pisatelj (* 1908)
- 1968 – Enid Blyton, angleška pisateljica (* 1897)
- 1972 – Princesa Sibyla Saxe-Coburg-Gothska (* 1908)
- 1994 – Jerry Rubin, ameriški socialni aktivist (* 1938)
- 2010 – Leslie Nielsen, kanadsko-ameriški igralec in  komik (* 1926)
- 2011 – Ante Marković, hrvaški politik in zadnji predsednik vlade SFRJ (*1924)